# Vlkovický rybník
Vlkovický rybník je jeden z nejstarších v Čechách. Leží asi deset kilometrů západně od Třeboně mezi vesnicemi Vlkovice a Slavošovice. Rybník je doložen již v roce 1400, kdy byl zřejmě založen Janem Tožicem z Tožic, majitelem Vidova. Roku 1516 je uváděn mezi velkými rybníky Štěpánka Netolického. Rybníkář Jakub Krčín ho později upravoval, rozšířil jeho hladinu a rybník přejmenoval na Pamatuj, ale toto jméno se neujalo. Podobný případ se stal i u dalších rybníků, například Dvořiště.

## Vodní režim
Rybník je napájen z Miletínského potoka pomocí stoky, která vodu přivádí ze Zvíkovského rybníka. Dále do rybníka přitéká stoka od jihozápadu ze Slavošovického potoka, který je součástí povodí Spolského potoka. Kromě několika drobných potůčků na východním břehu je rybník napájen převážně dešťovými srážkami, protože jeho povodí je malé.

## Hráze
Rybník má dvě hráze. Jižní je dlouhá 400 metrů a nachází se nedaleko Slavošovic. Severní hráz má hlavní spodní výpust. Tvoří ji dvě dřevěné trouby o rozměrech 25 a 40 cm hrazené dřevěnými lopatami. Dvě hráze jsou zde proto, že rybník leží v mělkém sedle. Jižní hráz je mladší a zřejmě ji postavil Jakub Krčín.